# Paul Émile Appell

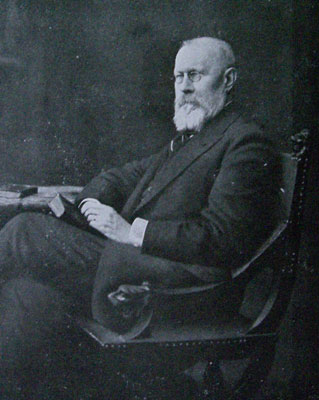
Paul Émile Appell

Paul Émile Appell (n. 27 septembrie 1855, Strasbourg, Franța – d. 24 octombrie 1930, Paris, Île-de-France, Franța) a fost matematician francez, rector al academiei din Paris, membru al Academiei de Științe. Appell a fost membru de onoare străin al Academiei Române.

## Biografie
S-a născut la Strasbourg.
În 1892 devine membru al Academiei de Științe, ca apoi să devină președinte de onoare al acestui for științific.
A fost rector al Universității din Paris și membru de onoare al Academiei Române.
I-a avut ca studenți pe Gheorghe Țițeica și Dimitrie Pompeiu.

## Contribuții matematice
Activitatea sa matematică a fost consacrată analizei matematice, ocupându-se în mod deosebit de integralele duble.
O altă contribuție importantă a sa aparține domeniului seriilor hipergeometrice (seriile hipergeometrice ale lui Appell):
În 1880 a introdus patru serii duble ce generalizează seria hipergeometrică:
Seria {\displaystyle F_{1}} e definită pentru {\displaystyle |x|,|y|<1} ca:
{\displaystyle F_{1}(a,b,c,d,x,y)=\sum _{n,m=0}^{\infty }{\frac {(a,m+n)(b,m)(c,n)}{(d,m+n)(1,m)(1,n)}}x^{m}y^{n},}
unde {\displaystyle (q,n)} este "simbolul lui Pochhammer", cu 
{\displaystyle (q,0)=1}
Seria {\displaystyle F_{2}} este definită ca:
{\displaystyle F_{2}(a,b_{1},b_{2},c_{1},c_{2},x,y)=\sum _{n,m=0}^{\infty }{\frac {(a,m+n)(b_{1},m)(b_{2},n)}{(c_{1},m)(c,2_{n})(1,m)(1,n)}}x^{m}y^{n},}
Seria {\displaystyle F_{3}} este definită ca:
{\displaystyle F_{3}(a_{1},a_{2},b_{1},b_{2},c,x,y)=\sum _{n,m=0}^{\infty }{\frac {(a_{1},m)(a_{2},n)(b_{1},m)(b_{2},n)}{(c,m+n)(1,m)(1,n)}}x^{m}y^{n},}
Seria {\displaystyle F_{4}} este definită prin:
{\displaystyle F_{4}(a,b,c_{1},c_{2},x,y)=\sum _{n,m=0}^{\infty }{\frac {(b,m+n)(a,m+n)}{(c_{1},m)(c_{2},n)(1,m)(1,n)}}x^{m}y^{n}.}
În mecanica teoretică, a dat ecuațiile care îi poartă numele, pentru studiul sistemelor neolonome.
De asemenea, a studiat petele solare și principiul constrângerii minime al lui Gauss.

## Scrieri
- Traité de mécanique rationnelle, 5 volume (1893 - 1903)
- Éléments d'analyse mathématique
- Théorie des fonctions algébriques et de leurs intégrales (Paris, 1929).